# Miguel Egas Cabezas

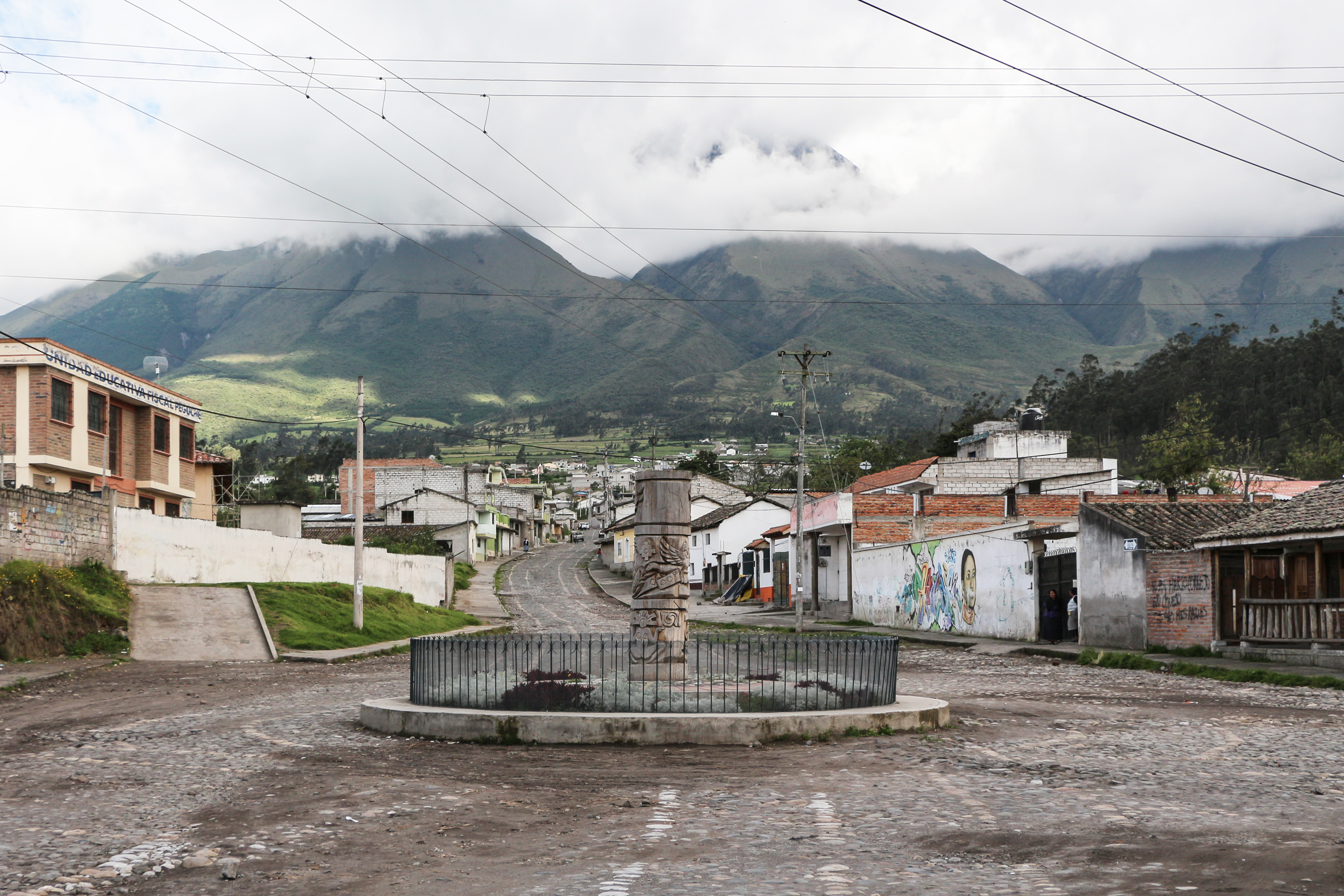
Peguche

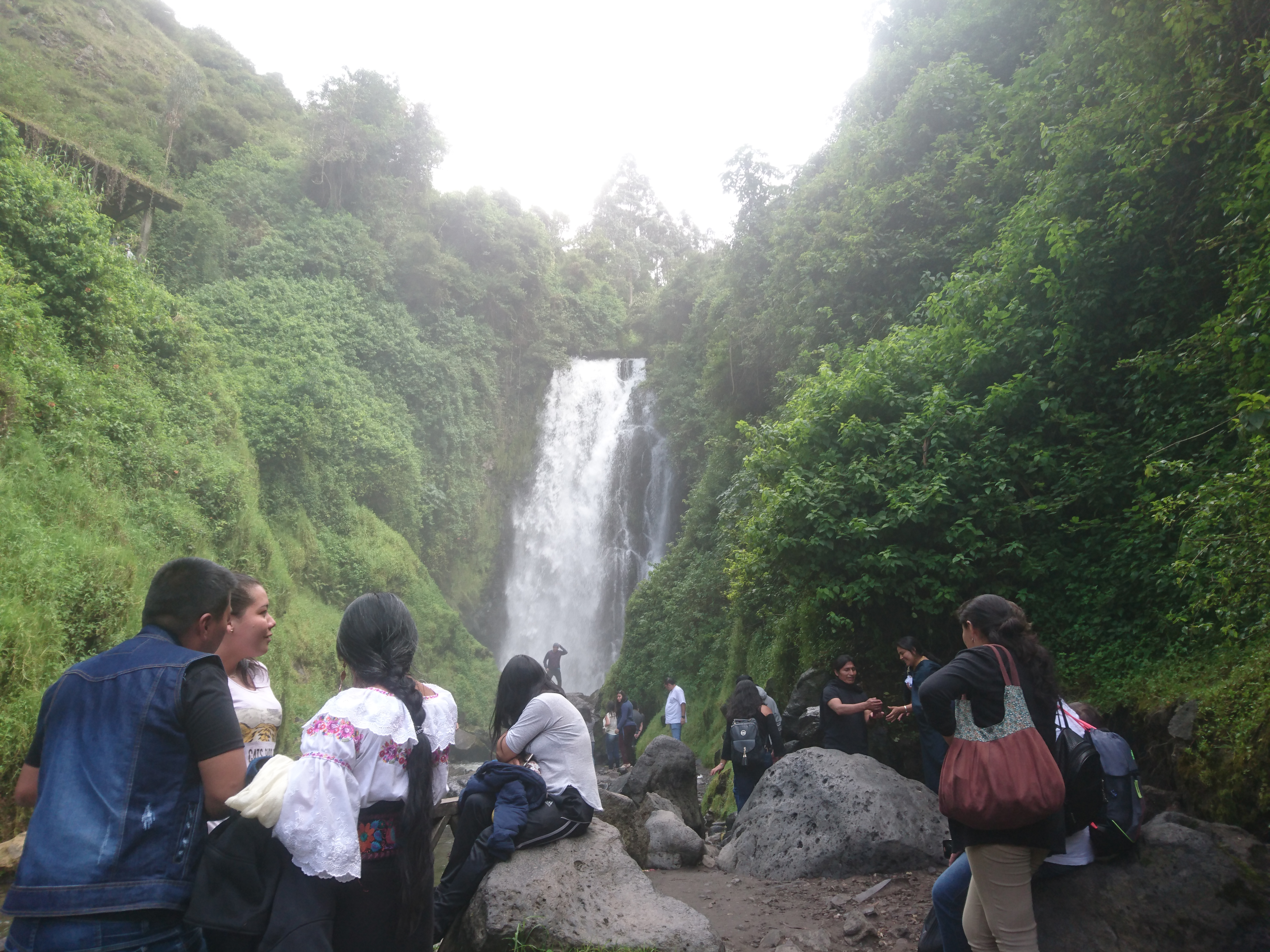
Cascada de Peguche

Miguel Egas Cabezas, auch Doctor Miguel Egas Cabezas, ist eine Parroquia rural („ländliches Kirchspiel“) im Kanton Otavalo der ecuadorianischen Provinz Imbabura. Sitz der Verwaltung ist Peguche, ein nordöstlicher Vorort von Otavalo. Die Parroquia besitzt eine Fläche von 9,79 km². Die Einwohnerzahl beim Zensus 2010 betrug 4883. Im Hauptort leben sowohl Indigene (Kichwa) als auch Mestizen. In den Dörfern (Comunidades) leben dagegen offenbar überwiegend oder ausschließlich Angehörige der Kichwa.

## Lage
Die Parroquia Miguel Egas Cabezas liegt in den Anden im Norden von Ecuador. Die Längsausdehnung in WSW-ONO-Richtung beträgt 7,9 km, die maximale Breite etwa 3 km. Das Gebiet liegt in Höhen zwischen 2520 m und 4600 m. Das Verwaltungsgebiet liegt an der Westflanke des 4610 m hohen Vulkans Imbabura. Es reicht im Westen bis zur Fernstraße E35 (Quito–Ibarra). Im Südwesten wird es vom Río Jatunyacu, dem Abfluss des Lago San Pablo, begrenzt. Dieser überwindet das dortige Gefälle im 18 m hohen Wasserfall Cascada de Peguche. Der 2573 m hoch gelegene Hauptort Peguche befindet sich 3,6 km nordöstlich vom Stadtzentrum von Otavalo.
Die Parroquia Miguel Egas Cabezas grenzt im Norden an die Parroquia San Juan de Ilumán sowie im Süden und im Westen an das Municipio von Otavalo.

## Orte und Siedlungen
Der Hauptort Peguche besteht aus 6 Barrios: Atahualpa, Barrio Central, Imbaquí, Obraje, Peguche Tío, Santa Lucía und Tawantinsuyu. Ferner gibt es 7 Comunidades in der Parroquia: Agato, Arias Uku, Fakcha Llakta, Quinchuquí, San José de la Bolsa und Yaku Pata.

## Geschichte
Die Parroquia Miguel Egas Cabezas wurde am 30. September 1947 eingerichtet. Namensgeber war Miguel Egas Cabezas (* 1823; †1.03.1894), ein aus Otavalo stammender Mediziner und Politiker.